# Pertusaria guineabissauensis
La Pertusaria guineabissauensis és una espècie de liquen crustaci de la família Pertusariaceae.
Va ser descrita com una espècie nova el 2019 per Graciela Paz-Bermúdez, Alan Archer i John Elix. Creix a l'escorça dels arbres, produint un tall gruixut de color gris verdós amb una superfície apagada i arrugada. El liquen es caracteritza per la presència d'ascomats en forma de berruga (verruciformes), ascos que contenen vuit ascòspores disposades en una sola fila (uniseriades) i la presència de les substàncies químiques secundàries i àcids estètics i hipòstictics.
L'epítet específic fa referència a Guinea Bissau, on es va descobrir el liquen, i la seva única localitat coneguda.